# Sekhemkhet
Sekhemkhet serait le second ou troisième souverain de la IIIe dynastie de l'Ancien Empire. Si sa position chronologique n'est pas certaine, il est certain qu'il est l'un des successeurs de Djéser et a régné au cours du XXVIIe siècle ou du XXVIe siècle avant l'ère commune.

## Attestations

### Attestations contemporaines
Les attestations contemporaines du nom d'Horus Sekhemkhet sont les suivantes :
- des empreintes de sceaux découvertes à Éléphantine : l'un était celui d'un fonctionnaire de la ville dont les titres étaient « surveillant d'Éléphantine » et « scelleur d'Éléphantine », ces titres étant les plus anciennes attestations du nom de la ville nommée Abou (ȝbw) en ancien égyptien[1],[2] ; un autre portait deux fois la mention de son nom d'Horus et une fois celle de son nom de Nebty Hetep-Ren-Nebty[3],
- des empreintes de sceaux dans le couloir menant au caveau de la pyramide qui est traditionnellement attribuée à Sekhemkhet[4],[5],[6],
- une paire d'inscriptions rupestres similaires situées au Ouadi Maghara ; le roi est représenté trois fois : sur la représentation de gauche, le roi tourné vers la droit, portant la couronne blanche et vêtu d'un pagne à pan médian rectangulaire se trouve dans la pose traditionnelle de massacre de l'ennemi, ici un Bédouin, avec une massue piriforme ; devant lui se trouvent donc deux représentations similaires de lui-même, à la couronne près (rouge au centre, blanche à droite) et tenant dans chaque main un sceptre-bâtons tenus horizontaux ; ces deux dernières représentations sont la figuration picturales de la formule officielle « apparition (en gloire) du roi de Haute et Basse-Égypte »[1],[7],[8].

Le nom de Nebty Hetep-Ren-Nebty n'est connu que par une unique attestation :
- une empreinte de sceau découverte à Éléphantine portait deux fois la mention du nom d'Horus Sekhemkhet et une fois celle du nom de Nebty Hetep-Ren-Nebty, assurant l'identification entre les deux noms de manière certaine[9],[3].

Le nom de Nebty Djeseret-Ânkh-Nebty, connu par une unique attestation, était compris comme le nom de Nebty de Sekhemkhet par les égyptologues,, jusqu'à la découverte du sceau portant le nom de Nebty Hetep-Ren-Nebty ; malgré cette découverte, ce nom est toujours associé à Sekhemkhet selon Aidan Dodson :
- une étiquette en ivoire d'un pagne royal (šnḏw.t) retrouvée parmi le matériel funéraire du roi enterré dans le complexe funéraire traditionnellement attribué à Sekhemkhet[3].

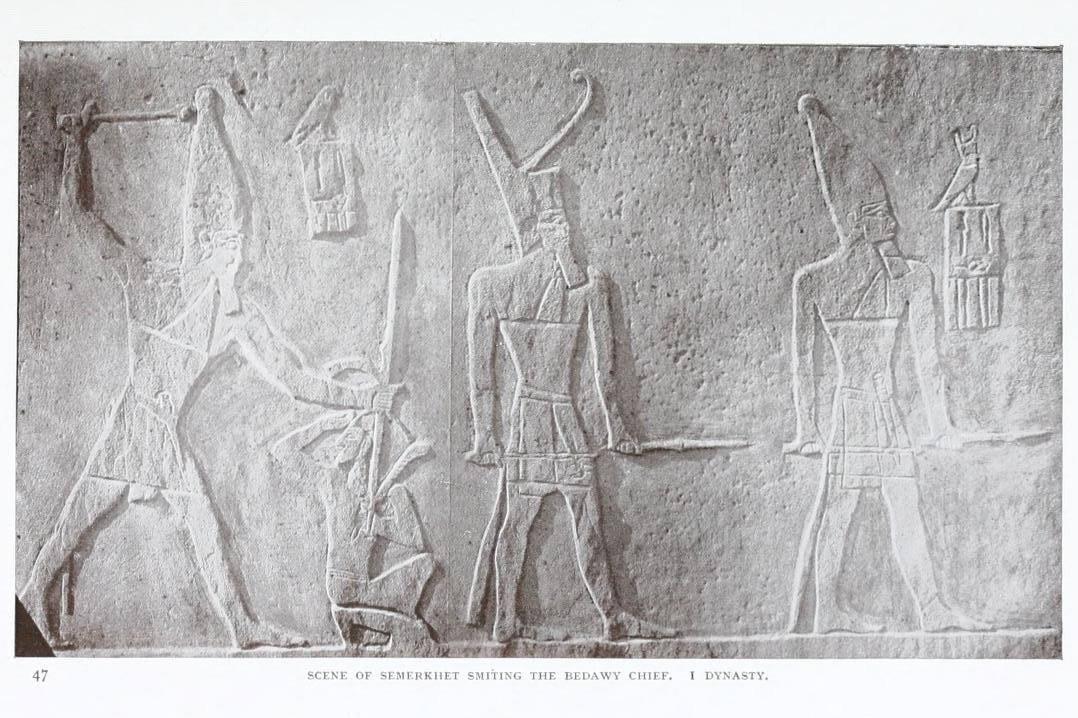
Premier relief du Ouadi Maghara, avant la destruction des deux serekhs.
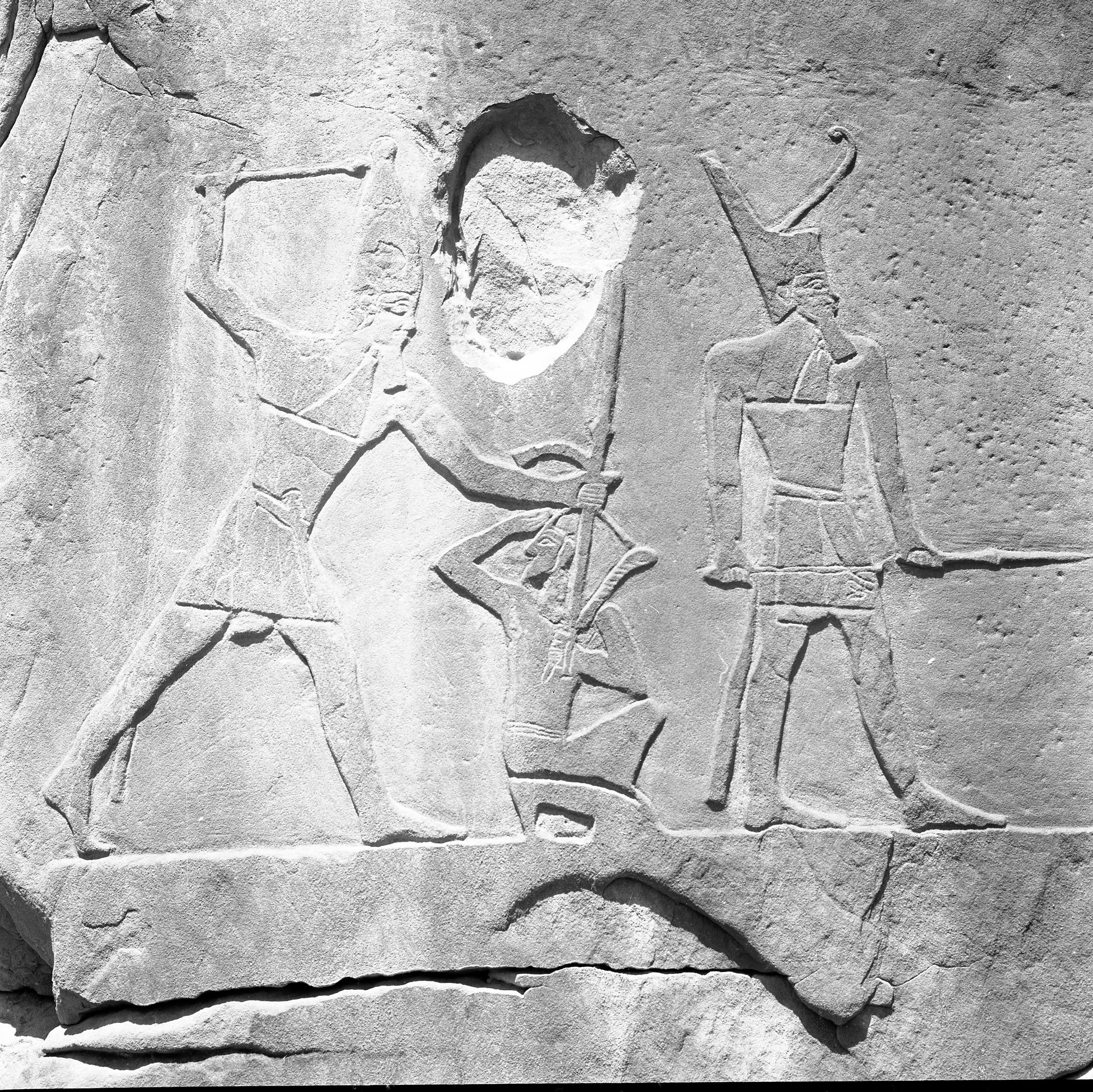
Serekh de gauche détruit (celui de droite l'est également).
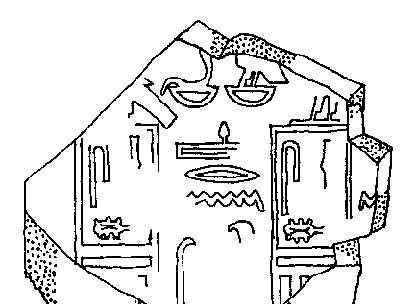
Empreinte de sceau en argile provenant d'Éléphantine montrant deux fois le nom d'Horus Sekhemkhet et, au centre, le nom de Nebty Hetep-Ren-Nebty.
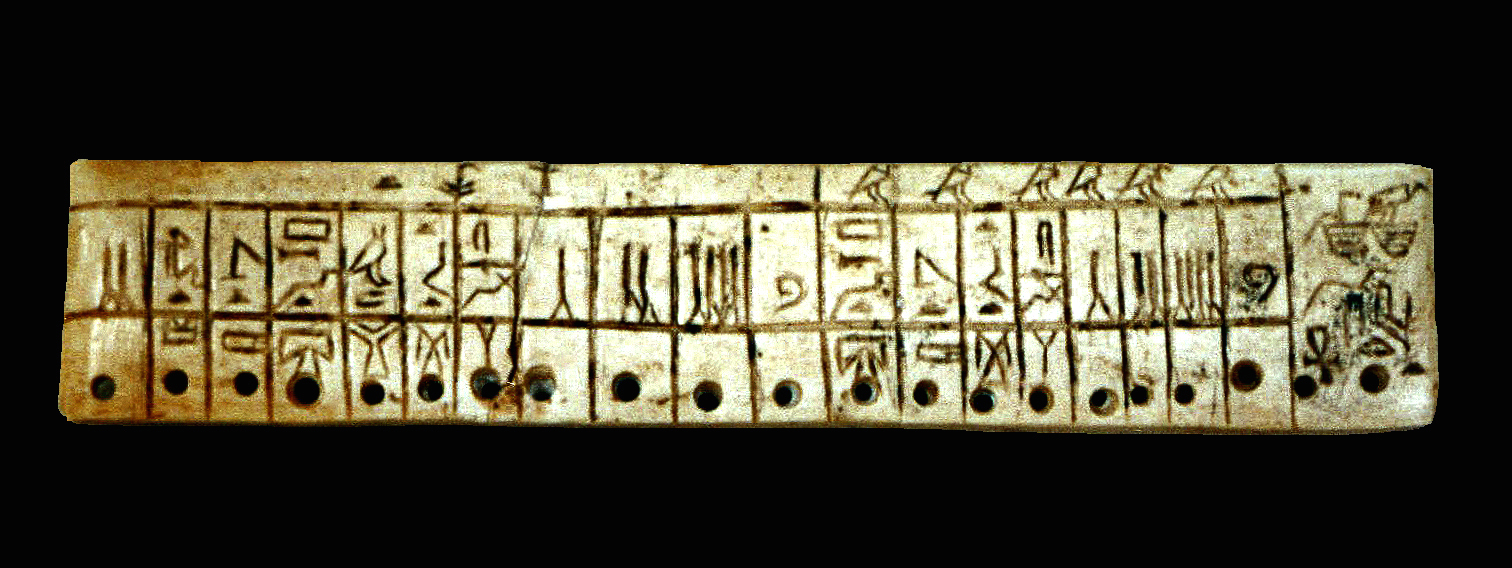
Étiquette d'ivoire trouvée dans les appartements souterrains de la pyramide traditionnellement attribuée à Sekhemkhet et inscrite à droite au nom de Nebty Djeseret-Ânkh-Nebty.

### Attestations ultérieures
Les noms Sekhemkhet et Hetep-Ren-Nebty ne sont pas présents dans les sources ultérieures à la IIIe dynastie. Toutefois, le nom Djeseret-Ânkh-Nebty a été trouvé dans les sources ultérieures dans des formes alternatives relativement proches,.
Concernant l'Ancien Empire, une seule source pourrait concerner ce nom de Djeseret-Ânkh-Nebty : dans la tombe G1011 de Mesdjérou à Gizeh datée de la Ve dynastie, une liste de six rois est inscrite quatre fois et présente dans l'ordre Bedjataou (identifié dans les listes royales ramessides à Hotepsekhemouy, premier roi de la IIe dynastie), Téti, Djédefrê, Khâfrê, Sahourê et Néferirkarê. L'identification de ce Téti à Djeseret-Ânkh-Nebty est probable par la comparaison avec les listes royales ramessides.
Un relief de la tombe de Mahou, dépositaire du Trésor du début de la XIXe dynastie, représente successivement les rois Djésernoub (probablement Djéser), Téti, Ouserkaf et a minima un autre roi dont seules les traces d'un cartouche demeurent. Là aussi, l'identification de ce Téti à Djeseret-Ânkh-Nebty est probable par la comparaison avec les listes royales ramessides.
Concernant les listes royales ramessides, elles donnent en effet des noms correspondant à Djeseret-Ânkh-Nebty :
- la liste royale d'Abydos, datée du règne de Séthi Ier (XIXe dynastie), dans laquelle le nom de Téti est inscrit à la dix-septième position juste après le nom Djésersa, habituellement associé à Djéser[17],[18],
- le canon royal de Turin, daté de la XIXe dynastie, dans lequel le nom de Djéserty est inscrit à la sixième position de la quatrième colonne, juste après le nom Djéserit, habituellement identifié à Djéser ; le papyrus lui compte six ans de règne[17],[18],
- enfin, la table de Saqqarah, datée du règne de Ramsès II (XIXe dynastie), dans laquelle le nom de Djésertéti est inscrit à la treizième position juste après le nom Djéser[17],[18].

Une statuette de la XXVIe dynastie représentant un certain Iâhmes (ou Ahmosé), qui est « prophète du roi du double-pays Netjerikhet-Djéser » et « prêtre de Djésertéti», associant à nouveau Djéser et Djésertéti/Téti, c'est-à-dire Djeseret-Ânkh-Nebty ; cette statuette se trouve aujourd'hui à Berlin et est numérotée ÄM14765.
Concernant les listes manéthoniennes, Africanus nomme à la troisième position de la dynastie, c'est-à-dire à la position donnée à Djéserty/Téti sur les listes ramessides, Týreis et lui donne d'ailleurs sept ans de règne.

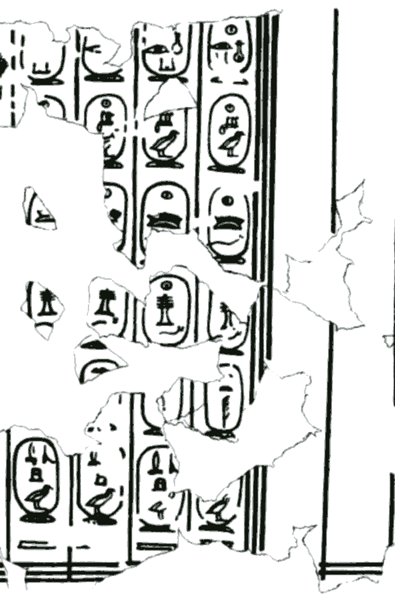
Quatre colonnes montrant la liste des six noms royaux, dont Téti à la deuxième position en partant du bas - tombe G1011 de Mesdjérou à Gizeh.
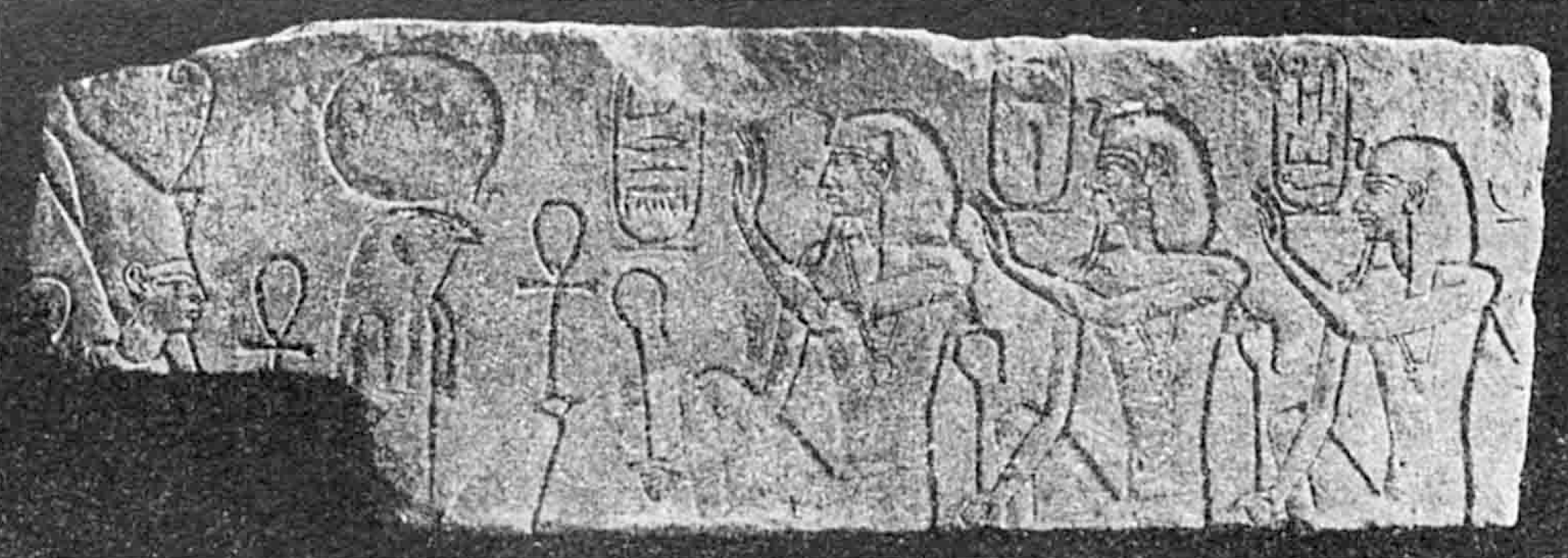
Relief représentant de gauche à droite Djésernoub, Téti et Ouserkaf - tombe de Mahou à Saqqarah.
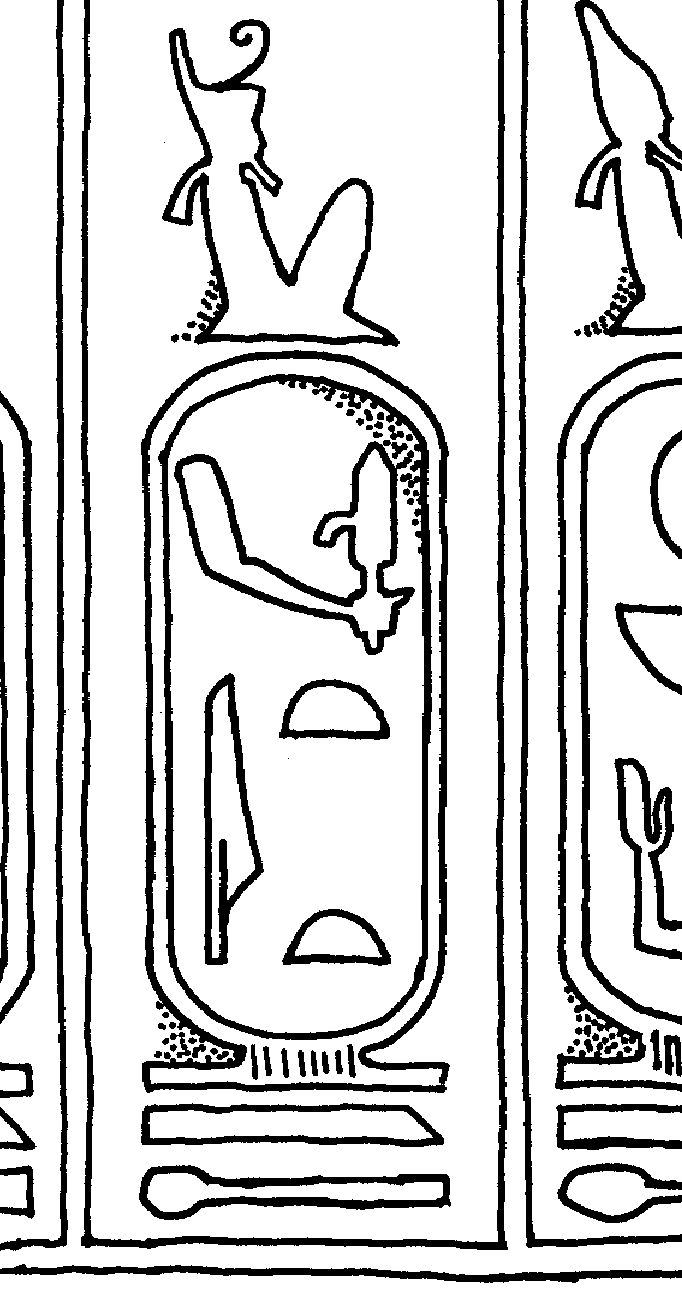
Cartouche de Djésertéti dans la table de Saqqarah.
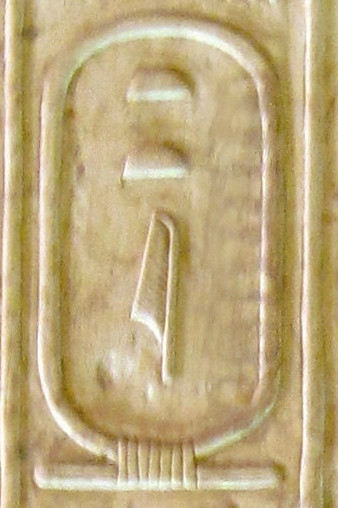
Cartouche de Téti dans la liste d'Abydos.

## Identité et position chronologique

### Éléments de sa titulature
Seuls deux noms de ce roi sont connus avec certitude : son nom d'Horus, Sekhemkhet, et son nom de Nebty Hetep-Ren-Nebty, qui signifie « les deux maîtresses sont satisfaites de son nom ». Ce dernier nom a été retrouvé associé avec celui de Sekhemkhet sur un sceau d'argile provenant d'Éléphantine, assurant ainsi l'identification de ces deux noms au même roi,.
Le nom de Nebty Djeseret-Ânkh-Nebty a longtemps été associé au nom d'Horus Sekhemkhet, du fait que ces deux noms ont été découverts dans la pyramide dite de Sekhemkhet, quoique le nom de Djeseret-Ânkh-Nebty ait été découvert sur une étiquette provenant du mobilier funéraire du souverain, tandis que le nom Sekhemkhet a été découvert sur des empreintes de sceaux. Du fait de la découverte du sceau d'Éléphantine, qui associe le nom de Hetep-Ren-Nebty à l'Horus Sekhemkhet, le nom de Djeseret-Ânkh-Nebty ne peut être celui de ce roi selon l'égyptologue Jean-Pierre Pätznick, qui propose d'associer plutôt le nom de Djeseret-Ânkh-Nebty au roi Sanakht, pour diverses raisons, et attribue également à ce dernier la pyramide traditionnellement attribuée à Sekhemkhet. Aidan Dodson, malgré la découverte du nom Hetep-Ren-Nebty, continue d'attribuer à Sekhemkhet le nom de Nebty Djeseret-Ânkh-Nebty.
Il est possible que Sekhemkhet ait porté un nom en cartouche (ancêtre du nom de Nesout-bity), mais il n'a pas encore été retrouvé, ou alors il n'a pas encore été identifié à celui de Sekhemkhet. En effet, deux noms de Nesout-bity de cette période ne sont associés avec aucun nom d'Horus avec certitude : le nom de Nebka, souvent associé au nom d'Horus Sanakht,, et le nom de Houni qui a été proposé comme celui de l'Horus Khaba, même s'il peut s'agir de celui de Sekhemkhet.

### Position dans la dynastie
L'ordre de succession Djéser → Sekhemkhet → Khaba est la séquence retenue par les travaux sur le sujet. Seule la position de Sanakht dans cet ordre de succession pose un problème.
Admettant que Sanakht ait bien régné après Djéser, ce qui est le plus souvent admis, sa position par rapport aux autres rois est quant à elle loin de faire consensus. Une étude a démontré que les restes de cartouche présents sur l'empreinte de sceau E 5251 du mastaba K2 de Beit Khallaf, inscrit également au nom de Sanakht, étaient celui de Nebka. Sur cette base, faisant remarquer l'absence d'utilisation de cartouche au début de la dynastie et s'appuyant sur le fait que Sekhemkhet était le commanditaire de la pyramide de Saqqarah qui lui est traditionnellement attribuée qui est stylistiquement très proche de celle de Djéser, certains chercheurs ont donc placé Sanakht après Sekhemkhet,. À ceci, il a été ajouté que la vaisselle de pierre inscrite, caractéristique de la période thinite et des règnes de Khaba et Snéfrou, mais pas des règnes de Djéser et Sekhemkhet, rapproche d'autant ce dernier de Djéser (et Khaba de Snéfrou). A contrario, il a également été remarqué que les empreintes de sceaux de Sanakht ont été retrouvées dans le temple funéraire de Djéser mais aussi dans la tombe K2 de Beit Khallaf en compagnie d'empreintes de sceaux de Djéser, contrairement à Sekhemkhet, complètement absent du tombeau de Djéser et du tombeau K2,. Enfin, il peut être souligné que, si les deux pyramides de Saqqarah sont chronologiquement très proches, un règne court intermédiaire n'est en rien inenvisageable. Si ces éléments ne donnent pas d'arguments décisifs, Toby Wilkinson et Michel Baud ont tous les deux eu tendance à placer Sanakht après Sekhemkhet et Khaba,.
Toutefois, à la suite de la publication d'une empreinte de sceau provenant d'Éléphantine associant Sekhemkhet et son nom de Nebty jusque-là inédit, Hétep-Ren-Nebty, Jean Pierre Pätznick a émis une nouvelle hypothèse concernant le commanditaire de la pyramide de Saqqarah qui est traditionnellement attribuée à Sekhemkhet. En effet, deux noms ont été découverts en deux contextes différents dans cette pyramide : le nom de Nebty Djeseret-Ânkh-Nebty attesté sur une étiquette d'ivoire appartenant au mobilier funéraire du commanditaire du complexe funéraire, et le nom d'Horus Sekhemkhet sur des empreintes de sceaux trouvées dans les couloirs menant aux appartements funéraires et pouvant provenir tout autant du propriétaire de la tombe que de celui qui l'a enterré. Le sceau d'Éléphantine et l'étiquette d'ivoire permettent, ensemble, à Jean-Pierre Pätznick d'éliminer la première hypothèse et donc de choisir la seconde : Sekhemkhet n'aurait fait que fournir le mobilier funéraire de son prédécesseur Djeseret-Ânkh-Nebty. Reprennant alors les différents éléments cités au paragraphe précédent, Jean-Pierre Pätznick résout l'incohérence et place Sanakht en tant que successeur de Djéser, prédécesseur de Sekhemkhet et commanditaire de la pyramide de Saqqarah traditionnellement attribuée à Sekhemkhet.
Aidan Dodson, quant à lui, s'il avait initialement placé Sanakht avant Sekhemkhet dans son ouvrage « The Royal Tombs of Ancient Egypt » dont la première édition date de 2016, il a révisé sa chronologie en plaçant Sanakht après Sekhemkhet dans ce même ouvrage publié en 2021. Il n'a cependant pas suivi Jean-Pierre Pätznick quant à la réattribution de la pyramide traditionnellement attribuée à Sekhemkhet. Au contraire, il attribue à Sanakht un monument construit en brique à Abou Rawash et nommé El-Deir,. Quant à Andrzej Cwiek, s'il considère la publication du sceau d'Éléphantine comme importante pour la compréhension de la chronologie de la période, il réfute complètement la réattribution de la pyramide de Saqqarah à Sanakht, jugeant la proposition complètement spéculative.

### Généalogie
Les relations familiales entre les différents rois de la IIIe dynastie sont inconnues.
Par contre, il est possible qu'un fils de ce roi soit connu. En effet, au Ouadi Maghara, le chef d'une expédition est représenté deux fois dans des inscriptions qui montrent Sékhemkhet. Ce chef d'expédition porte les titres de « prince » (hȝty-ˁ) et de « fils charnel du roi ». Michel Baud considère que ce titre est à prendre au sens littéral, et il fait donc de ce chef d'expédition anonyme le fils du roi Sékhemkhet.

## Règne

### Durée de règne
Un règne court lui est souvent attribué. Si le nom de Djéserty inscrit sur le Canon royal de Turin est vraiment le sien, alors ce document lui attribue six ans de règne. Myriam Wissa, sur la base de l'état inachevé de la pyramide qui lui est traditionnellement attribuée, lui accorde la même durée. Toby A. H. Wilkinson lui attribue sept ans de règne, en se fondant sur sa reconstruction de la pierre de Palerme (Ve dynastie). En effet, la titulature du successeur de Djéser, est illisible, mais elle commence immédiatement après la ligne de séparation qui marque le changement de règne. C'est le signe d'un règne court, du fait que les titulatures sur cette pierre étaient gravées au milieu de l'espace qui leur était dédié. Manéthon l’appelait apparemment Týreis et lui comptait sept ans de règne.
Tout cela n'est bien sûr pertinent que si Sekhemkhet est le successeur de Djéser, et si le nom de Djéserty inscrit sur le Canon royal de Turin lui correspond, ce que certains comme Jean-Pierre Pätznick contestent. Nabil Swelim proposa un règne de dix-neuf ans, parce qu'il croyait que Sekhemkhet pouvait être la Tósertasis mentionnée par Manéthon, mais cet avis ne fait pas l'unanimité.

### Activité
On sait peu de choses sur les activités menées sous le règne de Sekhemkhet. Les seuls documents conservés montrant Sekhemkhet sont deux inscriptions rupestres similaires gravées à Ouadi Maghara dans la péninsule du Sinaï. La présence de ces reliefs à Ouadi Maghara suggère que des mines locales de cuivre et de turquoise étaient exploitées sous son règne,,. Ces mines furent actives pendant toute la IIIe dynastie, puisque des reliefs de Djéser et de Sanakht ont également été découverts dans le Ouadi Maghara,,.
Son nom a également été trouvé à Éléphantine sur des sceaux d'argile. La présence de ceux de Djéser, Sanakht et Khaba également prouve que ce site a été actif pendant toute la IIIe dynastie.

## Sépulture
Le tombeau traditionnellement attribué à Sekhemkhet est la pyramide de Sekhemkhet située à Saqqarah. Elle est parfois appelée la pyramide enfouie et elle a été fouillée pour la première fois en 1952 par l'archéologue égyptien Zakaria Goneim. Un sarcophage scellé a été découvert sous la pyramide, mais une fois ouvert, il était vide. L'attribution de cette pyramide à Sekhemkhet a été contestée par Jean-Pierre Pätznick, qui l'attribue à Sanakht, bien que Andrzej Cwiek réfute complètement cette réattribution à Sanakht, jugeant la proposition complètement spéculative.

### Pyramide
Dès le début du projet, la pyramide a été conçue comme une pyramide à degrés. Sa base était un carré de 115 mètres de côté. Si elle avait été achevée, elle aurait eu six ou sept degrés et une hauteur finale de 73 mètres. Ces proportions auraient donné à la pyramide un angle d'élévation de 51˚50', identique à la pyramide de Snéfrou à Meïdoum et à la grande pyramide de Khéops à Gizeh. Tout comme sa voisine la pyramide de Djéser, elle est construite en blocs de calcaire. Le monument n'a pas été terminé, peut-être à cause de la mort subite du roi. Seul le premier degré de la pyramide est achevé, donnant au monument la forme d'un grand mastaba carré.

### Souterrain
L'entrée du souterrain se trouve du côté nord de la pyramide. Un passage ouvert descend sur soixante mètres. À mi-chemin de la galerie, un puits vertical croise le passage par le haut. Il s'ouvre à la surface et son entrée se situerait au deuxième degré de la pyramide, si le monument avait été achevé.
Au point de rencontre du passage et du puits, un autre passage mène à une galerie souterraine en forme de U qui contient au moins cent-vingt magasins. L'ensemble du complexe de galeries a l'apparence d'un peigne géant. Peu avant d'atteindre la chambre funéraire, le passage principal se divise en deux autres galeries, qui entourent la chambre funéraire comme un U (semblable à la grande galerie nord), mais qui n'ont jamais été terminées.
La chambre funéraire a une surface de 9 × 5 mètres et une hauteur de 4,5 mètres. Elle est également inachevée, mais curieusement, une sépulture presque entièrement aménagée a été trouvée. Le sarcophage qui repose au milieu de la chambre est en albâtre poli et présente une particularité : son ouverture se trouve sur la face avant et elle est scellée par une porte coulissante, qui était encore recouverte de mortier lorsque le sarcophage a été trouvé. Le sarcophage était vide, et on ignore si le site a été saccagé après l'enterrement ou si le roi a été enterré ailleurs.
Un récipient en forme de coquillage contenant vingt-et-un bracelets en or ont été découverts par une équipe de fouilles du Service des antiquités égyptiennes dans un couloir des souterrains. L'objet en forme de coquillage mesure 1,4 pouce de long et les bracelets sont actuellement exposés dans la salle 4 du Musée égyptien du Caire. Les bracelets et le récipient en forme de coquillage ont probablement échappé aux pilleurs de tombes égyptiens qui auraient pillé la tombe pyramidale de Sekhemkhet et le sarcophage du roi dans l'Antiquité.

### Complexe funéraire
Le complexe n'ayant jamais été achevé, il est difficile de dire quels bâtiments étaient prévus à l'origine. La cour de la pyramide était entourée d'un beau mur d'enceinte orienté nord-ouest. Il mesurait 560 mètres de long, 185 mètres de large et dix mètres de haut. Le seul bâtiment cultuel préservé est le tombeau sud, dont les dimensions de base sont estimées à 32 × 16 mètres. En 1963, Jean-Philippe Lauer trouva dans cette salle la dépouille d'un jeune enfant de deux ans. L'identité de cet enfant reste un mystère. La seule certitude est qu'il ne peut pas être le roi Sekhemkhet, qui est toujours représenté comme un jeune adulte.
Bien qu'aucun autre bâtiment cultuel n'ait été découvert, les égyptologues sont convaincus qu'il y avait un temple mortuaire et un serdab à proximité, et qu'ils ont été détruits par le pillage des pierres de ses bâtiments dans l'Antiquité.

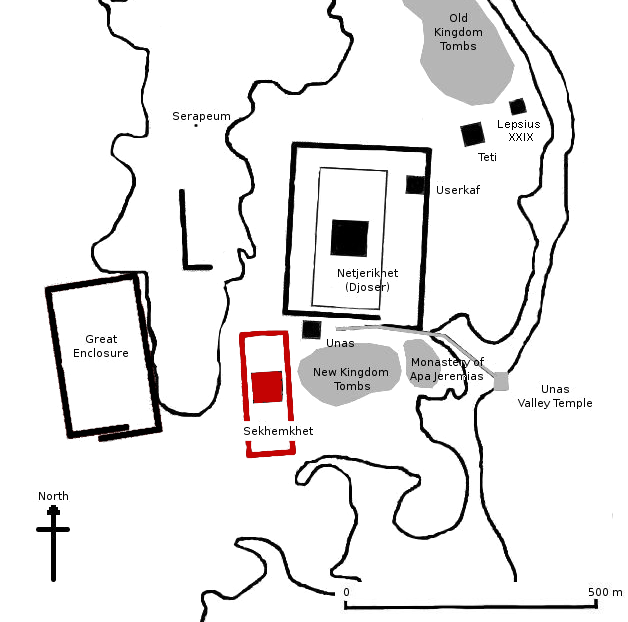
Localisation du complexe par rapport aux autres grands monuments de Saqqarah.
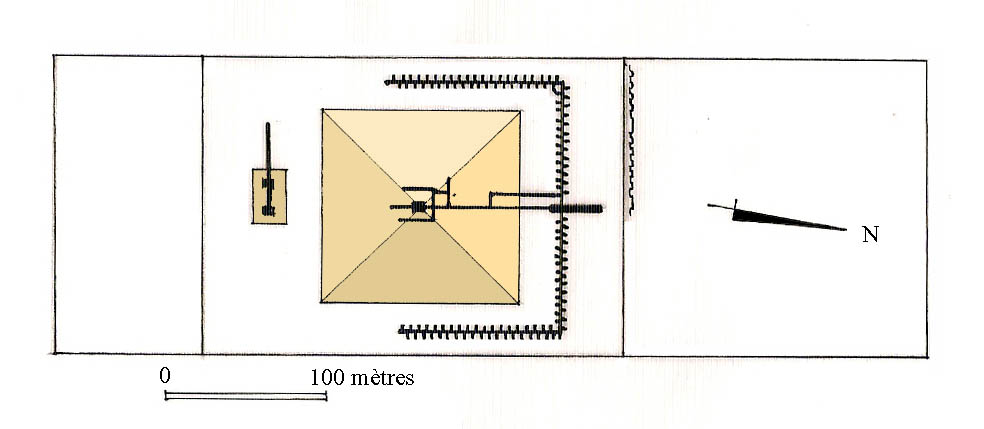
Plan du complexe.
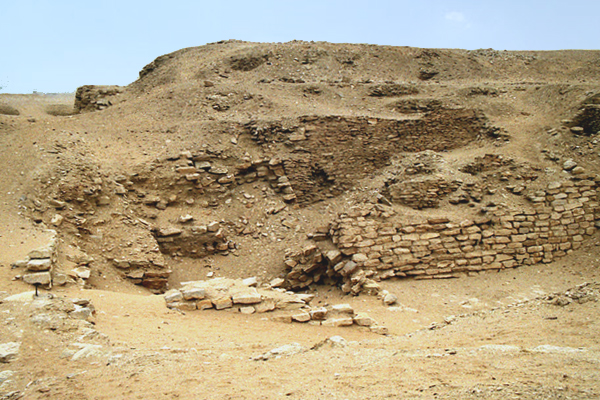
Pyramide traditionnellement attribuée à Sekhemkhet à Saqqarah.
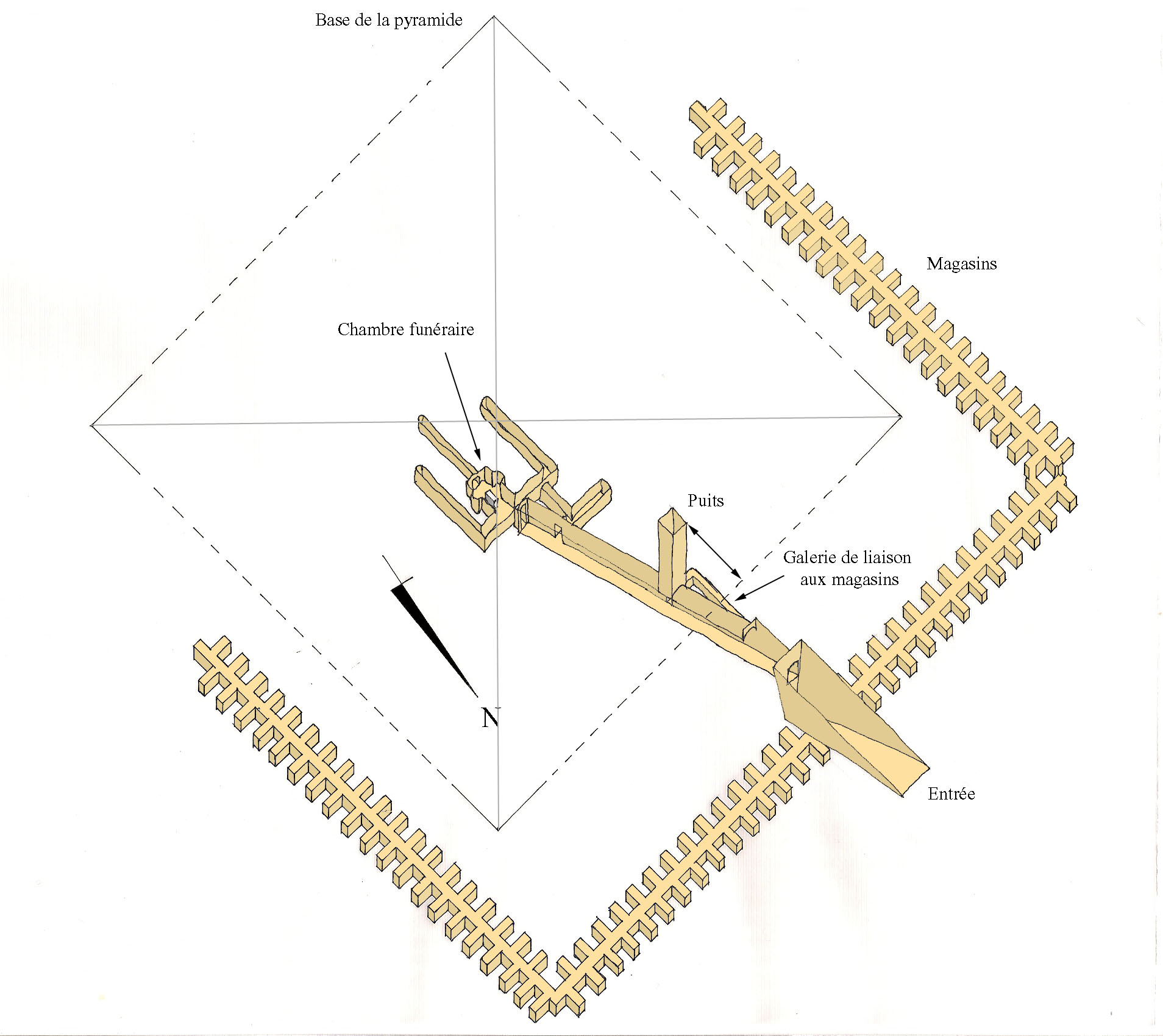
Vue axonométrique des infrastructures de la pyramide.
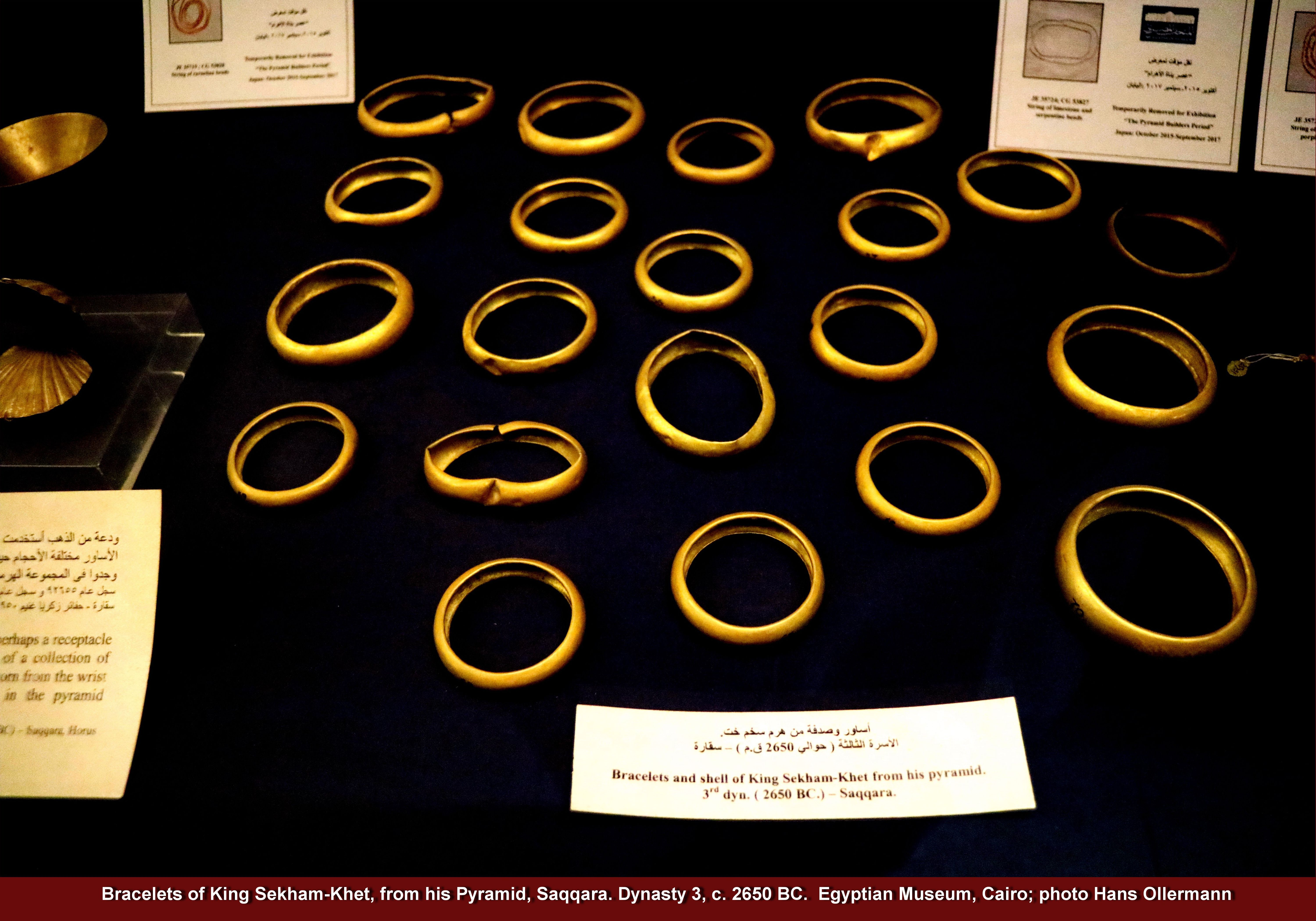
Bracelets en or découverts dans la pyramide.